# 黑白集
黑白集為台灣知名日報《聯合報》的方塊文章樣式政論專欄，首刊於1952年，至今仍持續發表。以現今樣式來看，黑白集專欄位置都於《聯合報》社論左方，字數則約莫600字左右。1997年，黑白集正式開始集結出冊，原則以半年一輯方式出版，至今已發行至10冊。
黑白集為台灣報刊上歷史最悠久、引起迴響最多的方塊文字。支持該專欄的讀者曾形容，讀黑白集如同「車廂立即掛起了火車頭」，並藉由專欄與「正在啟動世界勾了起來」。惟另一方面，2003年4月，民主進步黨青年部政務副主任許建榮批評，偏保守派立場的黑白集所秉持的「黑白分明」思維違反了新聞的中立報導立場，「《聯合報》一路走來，『反民主』、『反李（登輝）』、『反（陳水）扁』和『反台灣』的本質，可謂歷久而彌新、且始終如一」。

## 爭議
2010年12月30日，黑白集探討有關政府置入性行銷的議題，內容提到「現今媒體的惡疾，絕不止在置入性行銷」、「真正的媒體醜聞，是用頭條新聞刊登『南線專案』在北一女門口付錢那種惡劣行徑；……這類新聞在形式上不能區隔，在內涵上更是放話造謠；這是媒體之恥、台灣之恥，卻不是『政府置入媒體』、而是『媒體置入政府』」、「這家報紙經常刊出『自由合成』的假照片，甚至連民調也被質疑沒有民調中心；這些，也都不是置入性行銷，卻皆是根本違反了新聞媒體的天條鐵律」，但未點名批判台灣唯一同時擁有上列爭議案件的《自由時報》。但《自由時報》認為，以當初的媒體報導，該文就是在批評該報及該報率先報導南線專案的副總編輯鄒景雯；《自由時報》與鄒景雯提起民事訴訟，要求《聯合報》刊登道歉啟事並賠償新臺幣一百五十萬元。一審判決《自由時報》敗訴，判決指出：南線專案是2006年陳水扁為國務機要費案而捏造，當初《自由時報》獨家報導南線專案，報導中交付金錢及簽收領據核銷時間、地點均有違常理，該報卻逕予刊登，不免令人合理懷疑這是當時總統府提供資訊置入《自由時報》所為的報導；黑白集根據法院認定的事實，評論南線專案屬假新聞置入性報導，並非無的放矢。《自由時報》不服一審判決，提起上訴。2012年7月31日，臺灣高等法院二審判決駁回《自由時報》上訴，《聯合報》勝訴。二審判決指出：《自由時報》未盡媒體自律之責，反而企圖以南線專案報導影響檢察官辦案及閱聽人的判斷；黑白集在法院確定南線專案是陳水扁捏造後，根據此一確定事實，評論南線專案報導屬假新聞置入性報導，並非毫無所本，更非空穴來風、無的放矢。
2013年9月12日，聯合報黑白集「陳守煌所言差矣」，引用錯誤內容被臺灣高等法院檢察署反駁澄清。
2015年8月26日，婦女救援基金會對8月25日聯合報黑白集「若林冠華看過蘆葦之歌」一文嚴正譴責。表示《蘆葦之歌》談的是被害人放下仇恨，選擇與生命的創傷和解，但這篇文章卻是不避諱地進行政治打壓及攻訐，消費這部紀錄片。
2017年9月15日，財團法人卓越新聞獎基金會「新聞倫理資料庫」以「聯合報將林益世案與宇昌案不當連結」作為事件名稱收錄。聯合報【黑白集】刊登 <林益世‧陳水扁‧蔡英文> 一文不符新聞媒體倫理『「違反真實正確-偏狹報導」「侵害新聞自由-新聞自由的內部侵害 」「侵害個人權益-媒體審判」』。
2018年6月18日，聯合報系同時刊載黑白集文章『民進黨還真會「養案」』，以「這座樓存在二、三十年，其間侯友宜擔任過陳水扁的市刑大隊長及警政署長，都沒發現問題，為何今天他要競選新北市長就有問題」說明其合法性。但是於2018年7月2日查證後，柯文哲接受媒體訪問表示『「大群館」的建照及使用執照都是在1997年發的，但那張執照就已經很奇怪了，根本違反土地分區使用，「所以到底怎麼一回事？要往前追，就不知道要怎麼追？」；因為在他當市長三年半的期間，也不曉得這件事情，現在知道後，要開始往前追，發現2012年時李慶元就檢舉過了；再往前看，1997年那張使照就有問題，至今已經20年，「這20年在幹什麼？你問我，我也不知道。」』。2018年7月6日，台北市都發局表示，該案違規作寄宿住宅使用，呼籲使用人及所有權人應盡速改善，並維護學生住宿權益。
2018年5月16日，聯合報黑白集「當資通法遇到勒索病毒」製作話題含有錯誤資訊內容被行政院反駁澄清。
2019年5月28日，聯合報於報紙刊登黑白集「不進核食，賠款兩億」，內容提及的「海關進口稅則」部分稅則修正草案，為5月2日行政院會通過財政部擬具，其用意為積極爭取加入「跨太平洋夥伴全面進步協定」。該草案於27日立法院排審遭國民黨立委質疑，提到降稅產品多為日本進口，不應獨厚日本，29日排定再審。為立法院審查中即將再次審查的法案，而黑白集評論指是因公投否決了日本核食的進口，蔡政府因此以兩億多新台幣的年稅損換取對方「諒解」，賠款謝罪。
2020年2月7日，聯合報黑白集「聯合報黑白集╱官僚殺人」，敘述中國武漢知名的「吹哨者」李文亮醫師死於肺炎，指庸官一味隱匿，導致疫情一發不可收拾，為官僚殺人。結論說官僚殺人並不是中國大陸的特產，台灣也不遑多讓，只是以不同形式表現。此文經國民黨立委賴士葆引用，指李文亮死後，社會輿論排山倒海為他叫屈，抗議當局打壓言論自由，中共當局開始追究整起事件的緣由。並如黑白集報導一樣話鋒一轉，譴責民進黨修法箝制言論自由，指李文亮之死，不知會否喚醒民進黨高層的一點良知。

## 黑白集作品庫存網頁
- 2006年2月8日 請媒體「做反省動作」[26]。
- 2006年12月30日 奇文共賞／聯合報【黑白集】 統派媒體[27][28]。
- 2007年3月28日 向蘇貞昌嗆聲[29]。
- 2012年7月23日 台灣天空的流轉[30]。
- 2016年10月19日 玩假的沒意思[31]。聯合報黑白集遭諷檢視標準不一，隨著政黨輪替而改變[32]。
- 2019年5月28日  不進核食，賠款兩億[23]。
- 2020年2月7日 官僚殺人[33]。